# Prix littéraire Mao-Dun

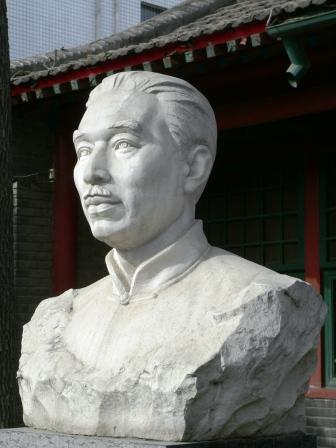
Buste de Mao Dun.

Le prix littéraire Mao-Dun (chinois : 茅盾文学奖 ; pinyin : dùn wenxue jiǎng máo) est un prestigieux prix littéraire chinois attribué à l'auteur d'un roman, institué par la volonté de l'éminent écrivain chinois Mao Dun et parrainé par l'Association des écrivains chinois (zh) (chinois : 中国作家协会).

## Histoire
Mao Dun a fait un don de 250 000 yuans. Le prix est décerné tous les quatre ans depuis 1982.

## Lauréats

### 1982
- Wei Wei, Orient (东方, dōngfāng)
- Zhou Keqin, Xu Mao et ses filles (许茂和他的女儿们, xǔ mào hé tā de nǚermen)
- Yao Xueyin, Li Zicheng (李自成, lǐ zìchéng) (2e volume)
- Mo Yingfeng, Le General chante (将军吟, jiāngjūn yín)
- Li Guowen, Printemps dans l'hiver (冬天里的春天, dōngtiān lǐ de chūntiān)
- Gu Hua, Le Bourg d'Hibiscus (芙蓉镇, fúróng zhèn)

### 1985
- Zhang Jie , Leaden Wings
- Liu Xinwu, Bell and Drum Tower
- Li Zhun, Yellow River Flowing to East

### 1991
- Lu Yao, Ordinary World
- Ling Li, Young Emperor
- Sun Li et Yu Xiaohui, Rhapsody of Metropolis
- Liu Baiyu, The Second Sun
- Huo Da, The Funeral of Muslim

Prix honorifique
- Xiao Ke, Bloody Heaven
- Xu Xingya, Broken Golden Bowl

### 1997
- Chen Zhongshi, Au pays du Cerf blanc (白鹿原, báilùyuán)
- Wang Huo, Guerre et gens (战争和人, zhànzhēng hé rén)
- Liu Sifen, Le saule de la porte blanche (白门柳, báiménliǔ) (volumes 1 et 2)
- Liu Yumin, Automne tumultueux (骚动之秋, sāodòng zhī qiū)

### 2000
Awarded in Mao Dun's hometown, Tongxiang, Zhejiang on November 11,  2000
- A Lai, After the Dust Settled
- Wang Anyi, The Song of Everlasting Sorrow
- Zhang Ping, Decision
- Wang Xufeng Three Episodes of Tea-man

### 2005
- Xiong Zhaozheng, Zhang Juzheng
- Zhang Jie, Wordless
- Xu Guixiang, Heaven of History
- Liu Jianwei, Heroic Time
- Zong Pu, Lead-in of Wild Gourd

### 2008
- Jia Pingwa, Qin Qiang
- Chi Zijian, Le Dernier Quartier de Lune (chinois : 额尔古纳河右岸 ; litt. « la rive droite de l'Argoun »)
- Mai Jia, Plot
- Zhou Daxin, The Scenery of the Lake and the Mountain

### 2011
- Zhang Wei (en), On the Plateau
- Liu Xinglong (en), Skywalker
- Bi Feiyu, Massage
- Mo Yan, Frog
- Liu Zhenyun, En un mot comme en mille (一句顶一万句, yī jù dǐng yī wàn jù)

### 2015
- Su Tong, Yellowbird Story
- Ge Fei, trilogie Jiangnan (My Dream of the Mountain and River, Spring Ends in Jiangnan et Face and Peach Blossom)
- Wang Meng, Scenery on this Side
- Jin Yucheng (zh), Blossoms
- Li Peifu (zh), The Book of Life